# Plantengroeiregelaar
Een plantengroeiregelaar of plantengroeiregulator is een stof van natuurlijke of synthetische origine, die de ontwikkeling of de voortplanting van planten beïnvloedt, maar die geen voedingswaarde heeft voor die plant.
Plantengroeiregelaars zijn in feite plantenhormonen of synthetische stoffen die werken als een plantenhormoon: auxines, cytokinines, gibberellines, etheen enz. Ze worden gerekend tot de pesticiden, maar ze worden in de land- en tuinbouw niet alleen gebruikt voor de bestrijding van ongewenste soorten. Men gebruikt ze ook om gewassen te beïnvloeden, bijvoorbeeld om graanstengels kort en stevig te houden zodat ze niet omwaaien, om vruchten langer tegen bederf te beschermen, om de scheutvorming bij aardappelen te vermijden, of om de bladeren van maïsplanten te laten vallen zodat de oogst makkelijker kan verlopen.
Het Compendium of Pesticide Common Names deelt de plantengroeiregelaars als volgt in:
- Auxines, onder andere 2,4-D
- Anti-auxines, onder andere 2,3,5-tri-joodbenzoëzuur
- Cytokinines, onder andere 6-benzyladenine
- Ontbladeringsmiddelen, onder andere pentachloorfenol, tribufos en calciumcyaanamide
- Etheeninhibitoren, onder andere 1-methylcyclopropeen
- Etheenverspreiders, onder andere glyoxime
- Gibberellines
- Groei-inhibitoren, onder andere butralin en maleïnehydrazide
- Groeiremmers, onder andere chloormequat, chloormequat-chloride, uniconazool en flurprimidol
- Groeistimulatoren, onder andere brassinolide
- Morfactines, onder andere flurenol (morfactines zijn stoffen die morfologische veranderingen teweegbrengen in de planten en zo de groei verstoren)
- Andere: onder andere carvon, cyaanamide, loodarsenaat, etheen